# Jala (Nayarit)
Die knapp 6000 Einwohner zählende Kleinstadt Jala im mexikanischen Bundesstaat Nayarit ist gleichzeitig Hauptort einer Gemeinde (municipio); sie wurde im Jahr 2012 als Pueblo Mágico eingestuft.

## Lage und Klima
Die mit der Schwesterstadt Jomulco eine geografische, aber (noch) keine politische Einheit bildende Stadt Jala liegt zu Füßen des etwa 10 km westlich gelegenen, aber seit dem Jahr 1875 nicht mehr aktiven Ceboruco-Vulkans etwa 72 km (Fahrtstrecke) südöstlich der Landeshauptstadt Tepic in einer Höhe von ca. 1070 m. Bis nach Guadalajara sind es annähernd 140 km in südöstlicher Richtung; Mexiko-Stadt ist ca. 680 km entfernt. Das Klima ist meist schwülwarm; Regen (ca. 3000–4000 mm/Jahr) fällt überwiegend in den Sommermonaten.

## Bevölkerung
| Jahr      | 2000 | 2020 |
| Einwohner | 8972 | 5844 |

## Wirtschaft
Ackerbau (Mais, Sorghumhirsen, Erdnüsse, Zuckerrohr und Obstanbau) sowie die Viehzucht (Rinder, Schweine und Hühner) bilden noch immer in hohem Maße die Lebensgrundlage der sich jahrhundertelang als Selbstversorger lebenden Einwohner. Daneben gibt es mehrere Mühlenbetriebe.

## Geschichte
Xala existierte wahrscheinlich schon bei der Ankunft der Spanier (um 1525), die ihn mit treu ergebenen Nahuatl sprechenden Indios besiedelten. Der Ort wurde von Franziskanermönchen aus dem nur etwa 10 km entfernten Kloster Ahuacatlán missioniert. Erst im Jahr 1918 erhielt der Ort die Stadtrechte (villa).

## Sehenswürdigkeiten
- In der Altstadt finden sich noch mehrere geradlinige Straßenzüge mit Kopfsteinpflaster und farbenfrohen eingeschossigen Kolonialhäusern.
- Das in einem Herrenhaus des 19. Jahrhunderts untergebrachte Museo Comunitario de Jala zeigt Gegenstände des regionalen Handwerks und der Volkskunst.
- Die im bereits im 16. existierende, aber in der zweiten Hälfte des 19. Jahrhunderts neu erbaute Basilica de Nuestra Señora de la Asunción ist die Hauptkirche der Stadt. Die eintürmige Fassade besteht aus Hausteinen; das einschiffige, aber mit Seitenkapellen versehene Kircheninnere ist weitgehend verputzt. Über der Vierung erhebt sich ein durchfensterter Tambour mit abschließender Kuppel.